# Nolina longifolia
Nolina longifolia är en sparrisväxtart som först beskrevs av Wilhelm Friedrich von Karwinsky von Karwin, Schult. och Julius Hermann Schultes, och fick sitt nu gällande namn av William Botting Hemsley. Nolina longifolia ingår i släktet Nolina och familjen sparrisväxter. Inga underarter finns listade i Catalogue of Life.

## Bildgalleri

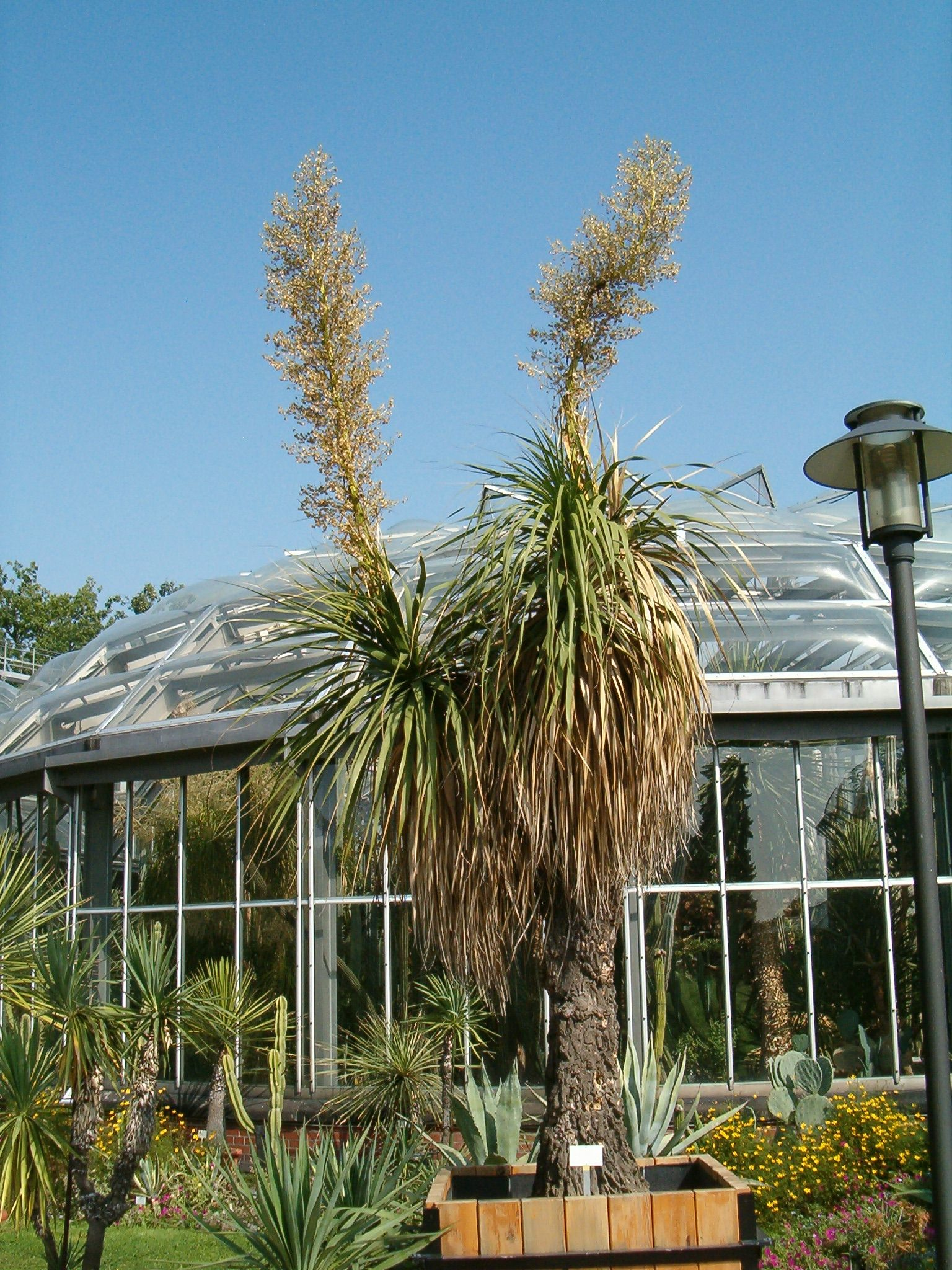
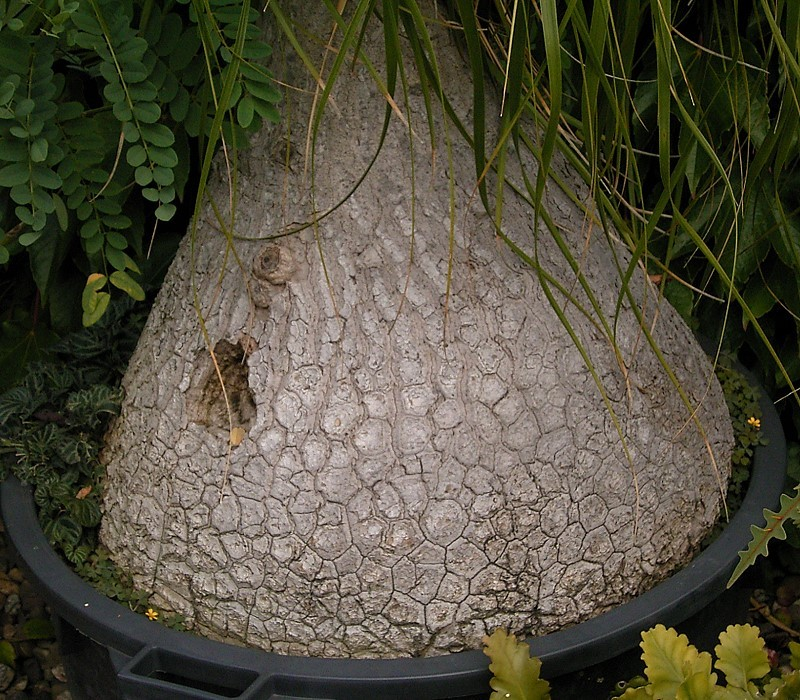
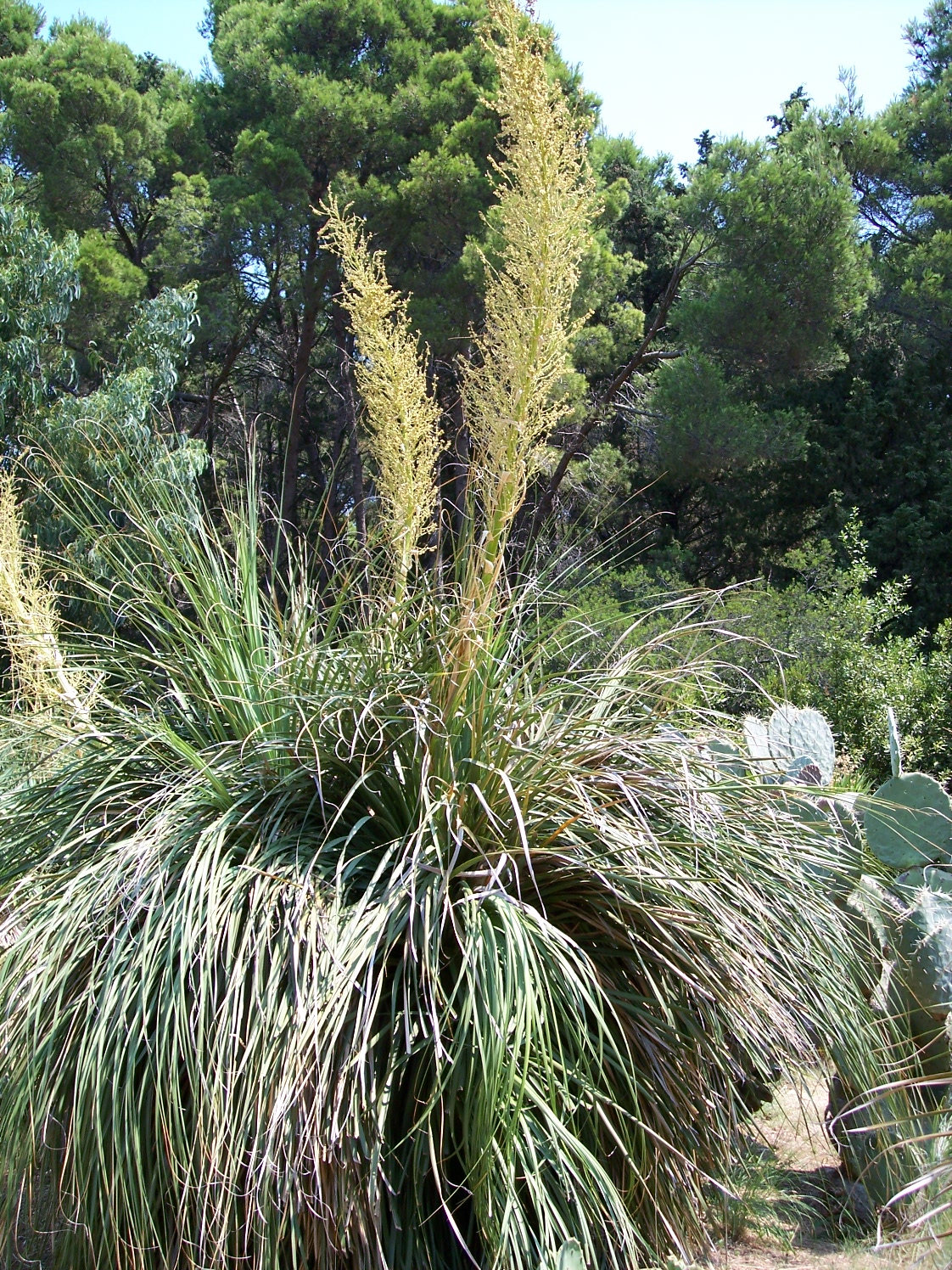
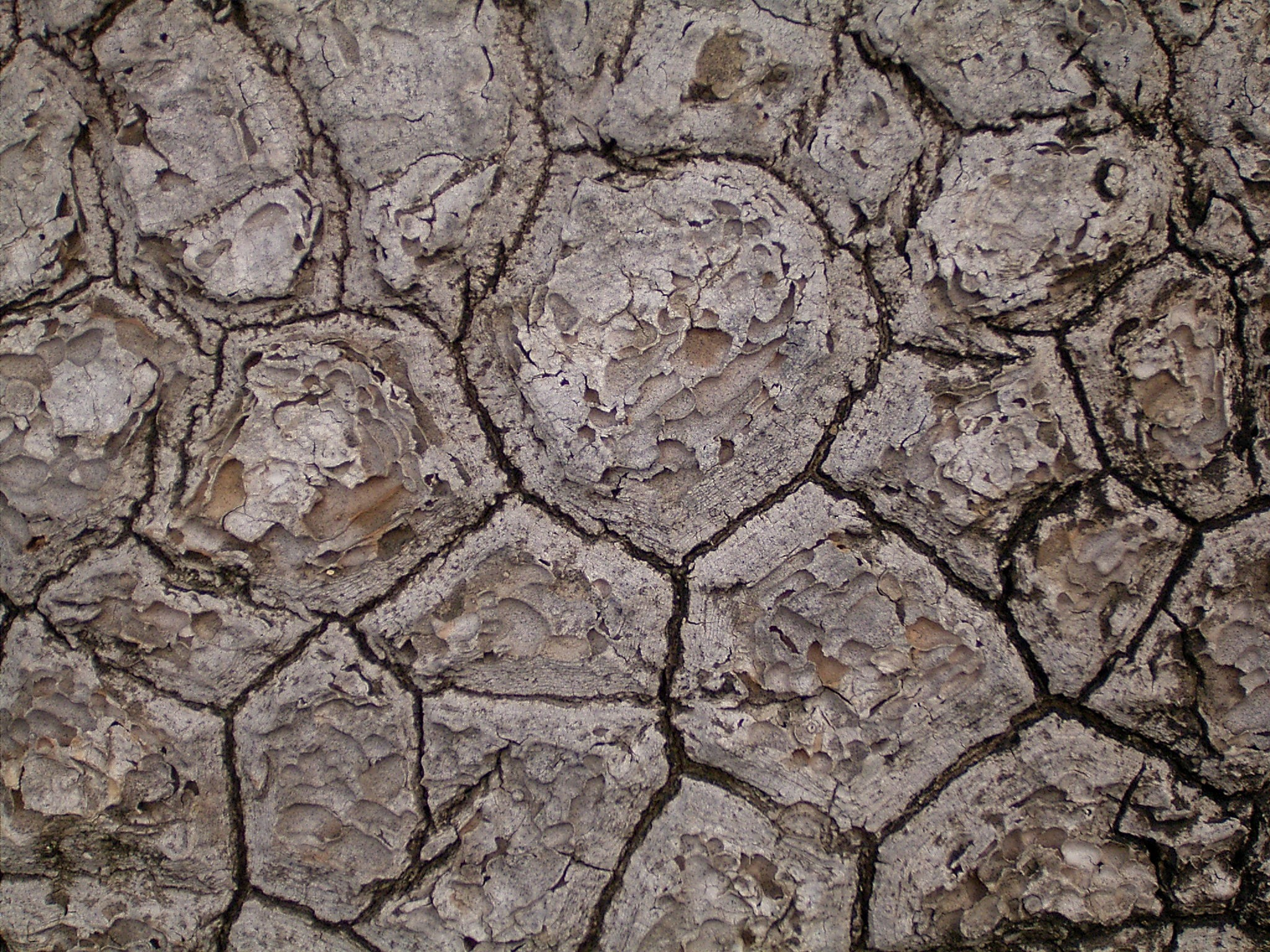
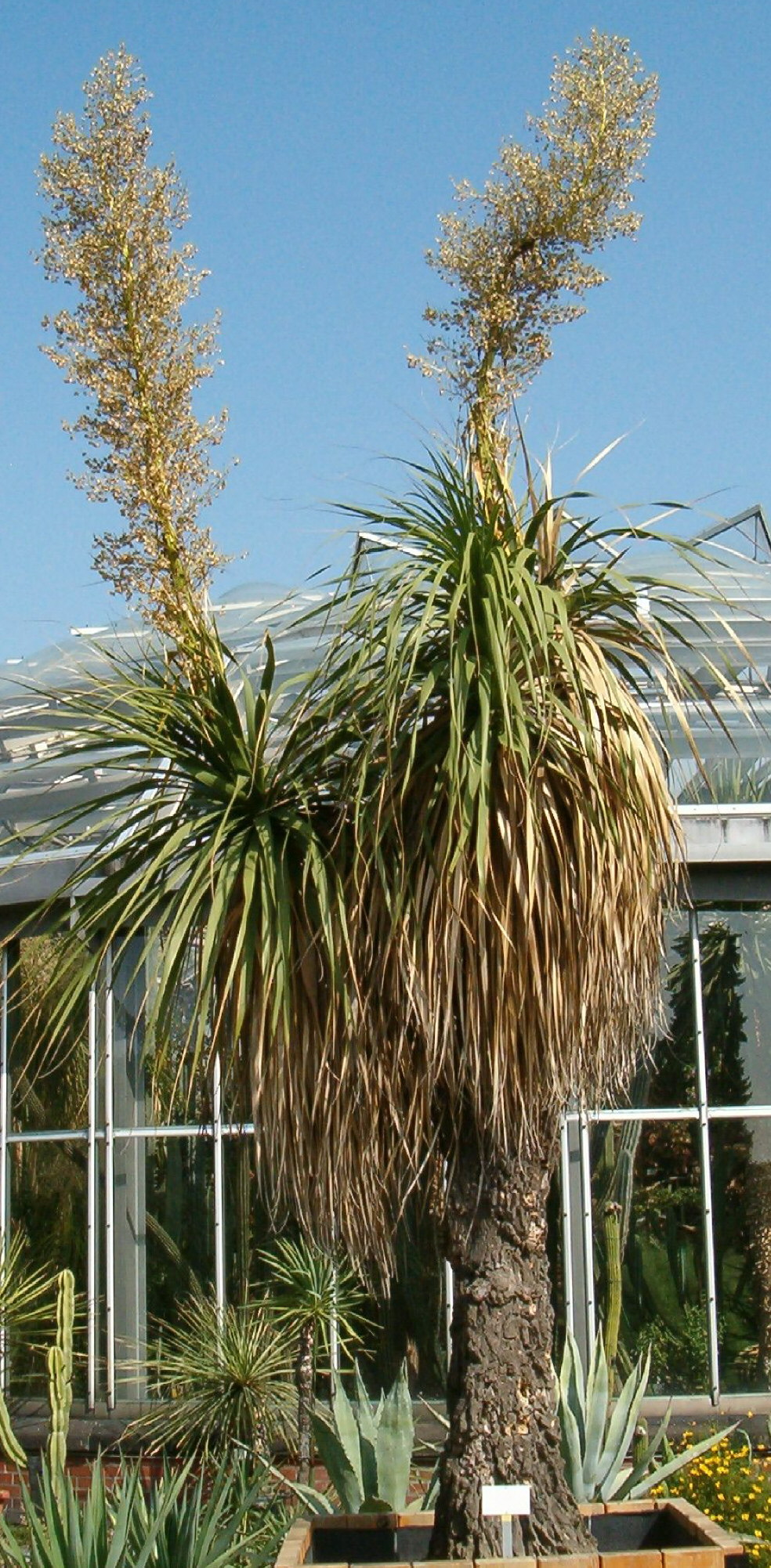
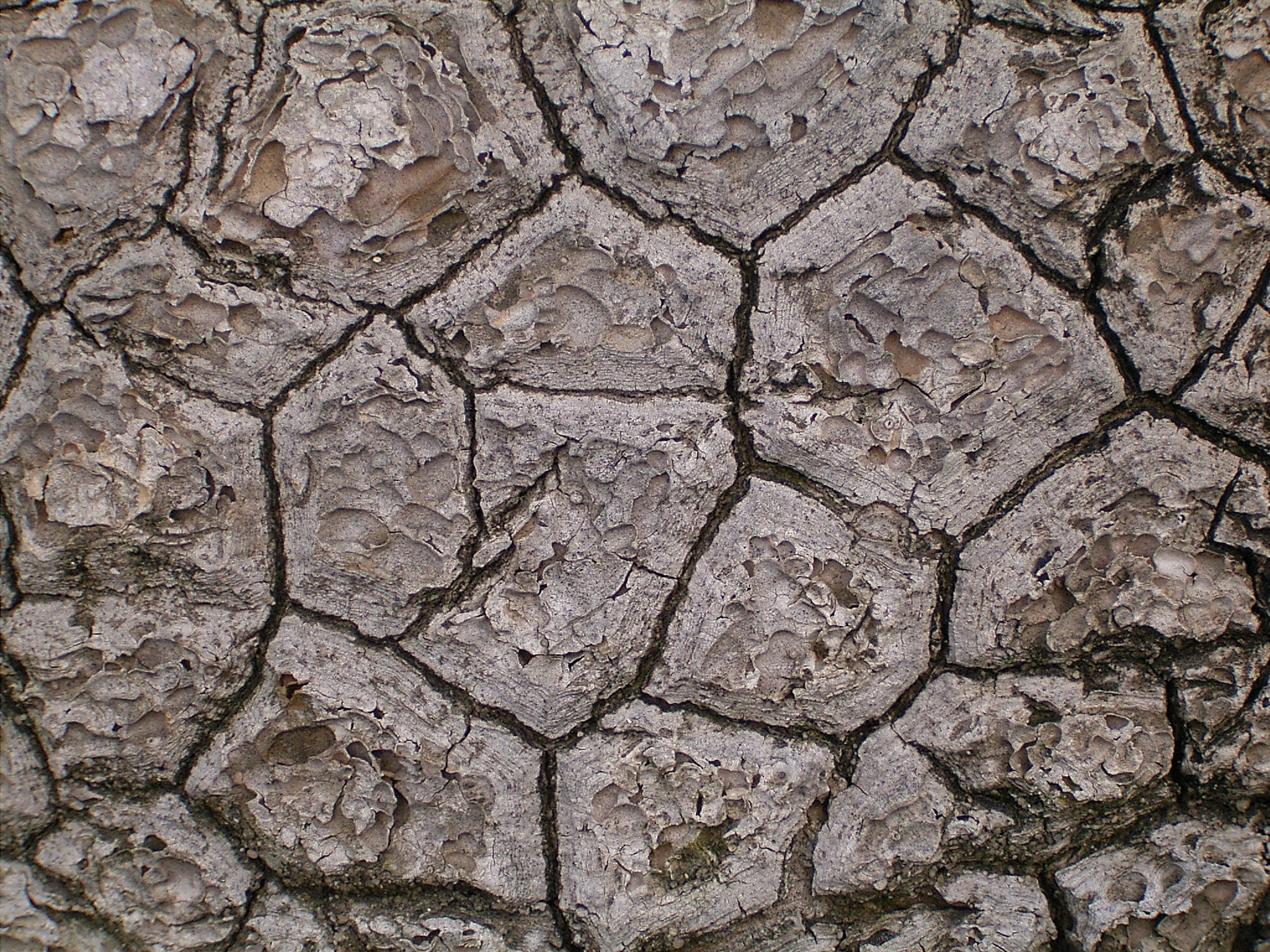